# Hankyū (arc japonais)
Le hankyū est un arc court japonais de forme similaire au yumi.
Il est utilisé dans le shihanmato, discipline distincte du kyūdō.

## Étymologie
En japonais, hankyū s'écrit 半弓, signifiant littéralement « moitié d'arc ».